# Dyckerhoff & Widmann
Dyckerhoff & Widmann fue una empresa de la construcción alemana fundada en 1865.

## Historia
Fundada en 1865 bajo el nombre de Lang & Co. por el pionero del cemento Wilhelm Gustav Dyckerhoff (1805–1894) y sus socios Heinrich Lang y Erwin Serger en Karlsruhe, Alemania. En 1866 su hijo Eugen ingresa en la compañía y se asocia con su suegro Gottlieb Widmann. A partir de allí la empresa es renombrada como Dyckerhoff & Widmann.
Comenzó su actividad internacional en 1891, teniendo un fuerte éxito en todo el mundo, construyendo puentes, muros de protección contra inundaciónes,estructuras hidráulicas y marítimas, instalaciones ferroviarias, plantas de energía eólica, aparcamientos subterráneos y estructuras de ingeniería civil y túneles.
Fue una empresa innovadora en materia de cemento usando conchas en su fórmula. Fue galardonada en 1938 con la medalla al mérito Edward Longstreth otorgada por el Instituto Franklin.
En 1972 se fusionó con Siemens-Bauunion. En 1991 es adquirida por Union-Bau AG.
En 2001 se fusiona al grupo AG Walter Bau.
En 2005 parte de la compañía fue adquirida por Strabag.